# マリオカート ダブルダッシュ!!
『マリオカート ダブルダッシュ!!』（Mario Kart: Double Dash!!）は任天堂が2003年11月7日に発売したニンテンドー ゲームキューブ専用ゲームソフト。マリオカートシリーズの4作目。アメリカでは同年11月17日に、ヨーロッパでは同年11月14日に発売。
ゲームキューブ用ソフトの販売本数で第3位を記録したもの、シリーズの据え置き機作品において、唯一ミリオンヒットしなかった。

## ゲーム内容
本作最大の特徴は「2人乗り」で、カートに乗るキャラクターを2人選んでレースに挑む。アイテムも2人合わせて2つまで持つことができ、2つのアイテムを同時に入手できる「ダブルアイテムボックス」も出現する。
高低差のあるコース、ドリフトやミニターボの仕様、「コイン」の未実装といった点は『マリオカート64』に準じているが、本作から大ダメージを受けたりコースアウトしたりすると、持っているアイテムをすべて落とすようになった。また、本作では『スーパーマリオカート』と同様にアイテムを後方に装備することは出来ず、シリーズ中で唯一「ミニジャンプ」が実装されていない。
前作『マリオカートアドバンス』まではキャラクターごとに性能が設定されていたが、本作からはカートも個別に選択する事になる。基本的な性能はカート側で決まるが、キャラクターの組み合わせによって、乗れるカートの種類が制限される。また、本作ではキャラクターごとに異なる「スペシャルアイテム」が導入されている。
本作から「グランプリ」において、規定順位以下での失格やカップ終了前のゲームオーバーが廃止され、必ず最後のコースまで進めるようになった。また、「バトル」は従来のルールを継承した「ふうせんバトル」に加え、1つだけあるシャインを奪い合う「いただきシャイン」と、ボムへいだけで攻撃しあう「ドッカン!ボムへい」が追加されている。
ニンテンドーゲームキューブの周辺機器「ブロードバンドアダプタ」に対応しており、複数の本体を使用しての最大8台・16人対戦を実現している。ただし、この方法ではキャラクターやカートを選択することはできず、毎回ランダムで選ばれる。

## 開発
タイトルの「ダブルダッシュ」は2人乗りであることから名付けられた。2人乗りに関しては、サイドカーレースの見た目の良さを感じた、プロデューサーの高橋伸也が導入に意欲を持ったが、当初は従来通り1人乗りとの両方の可能性を模索していた。試作段階になっても、チーフディレクターの水木潔とプログラムディレクターの山本健二は「マリオカートとは異なるゲームになるのではないか」と想定して、1乗り仕様と2人乗り仕様とで並行して製作していた。
カートに関してはフルポリゴンで、タイヤも4つ全部が動くようになり、サスペンションも存在するなど、リアルさにこだわった。
グラフィックに関しては、デザインマネージャーの渡辺剛は原点回帰をして、ファミコン時代のマリオの世界を洗練させ、かわいいけれど子供だましではない世界の構築に努めたと述べている。
アクションに関しては2段ジャンプなど様々構想していたが、操作ボタン不足や操作の複雑さに繋がるために断念した。
音楽に関しては田中しのぶは全体的には前作と同じ構成だが、前作よりアップテンポなものを目指したと述べている。
ゲームバランスに関しては日本国外でも発売する上、マリオカートシリーズは世界中にファンがいるため、幅広い年代、国内外のユーザーの老若男女を意識して調整された。